# Peter Metzger
Peter Metzger (* 11. März 1937 in Pforzheim; † 10. Dezember 2017 in Meckenbeuren) war ein deutscher Diplomat, der Botschafter im Tschad, Jemen, Bulgarien und Norwegen war.

## Leben
Metzger absolvierte nach dem Abitur ein Studium der Fächer Rechtswissenschaften und Sprachwissenschaften, das er mit dem Ersten Juristischen Staatsexamen abschloss. Nach Ableistung des Rechtsreferendariats legte er 1965 das Zweite Juristische Staatsexamen ab und war anschließend Gerichtsassessor bei der Staatsanwaltschaft Koblenz.
Nach dem Eintritt in den auswärtigen Dienst 1966 mit Ausbildungsstation als Attaché an der Botschaft in Portugal sowie der Botschaft in Australien schloss er 1968 die Laufbahnprüfung für den höheren Dienst ab. Danach fand er Verwendungen in der Zentrale des Auswärtigen Amtes sowie 1971 als Leiter der Schutzmachtvertretung in Dschidda. Als solcher wurde er im Juli 1973 Legationsrat Erster Klasse an der Botschaft in Saudi-Arabien und legte unter anderem einen Bericht über Waffenlieferungen der USA an Saudi-Arabien, aber auch über ein Saudi-arabisches Ölembargo gegenüber den USA vor. 1974 wurde er Referent im Auswärtigen Amt.
1977 wurde Metzger Botschafter im Tschad. Als solcher unterzeichnete er am 10. März 1978 das Abkommen zwischen der Bundesrepublik Deutschland und der Republik Tschad über finanzielle Zusammenarbeit (BGBl. 1979 II S. 1189). Nach seiner Rückkehr nach Deutschland wurde er 1979 zunächst Stellvertretender Sprecher des Auswärtigen Amtes und daraufhin 1980 Referatsleiter in der Protokollabteilung des Auswärtigen Amtes.
Danach wurde Metzger 1983 zum Botschafter in der Jemenitischen Arabischen Republik ernannt und übte diese Funktion bis zu seiner Ablösung durch Heinz Reiners 1986 aus. In dieser Funktion war er zusätzlich zwischen 1983 und 1986 auch als Botschafter in Dschibuti akkreditiert. 1986 war er als Botschaftsrat Erster Klasse Gesandter an der Botschaft in der Tschechoslowakei tätig und fungierte nach seiner Rückkehr nach Deutschland von 1989 bis 1991 zuerst als Leiter des Referats Staats- und Verfassungsrecht im Auswärtigen Amt, ehe er zwischen 1991 und 1995 stellvertretender Chef des Protokolls des Auswärtigen Amts war.
1995 wurde Metzger Botschafter in Bulgarien und damit Nachfolger von Christel Steffler, die in den Ruhestand verabschiedet wurde. Den Botschafterposten in Sofia bekleidete er bis 1999 und wurde danach von Ursula Seiler-Albring abgelöst. Während dieser Zeit wurde er Ehrenbürger von Sofia.
Zuletzt erhielt Metzger 1999 seine Akkreditierung als Botschafter in Norwegen und wurde damit Nachfolger von Wilhelm Schürmann. Er übte dieses Amt bis zu seiner Versetzung in den Ruhestand 2001 aus. Nachfolger als Botschafter in Oslo wurde Horst Winkelmann.